# Tromba marina

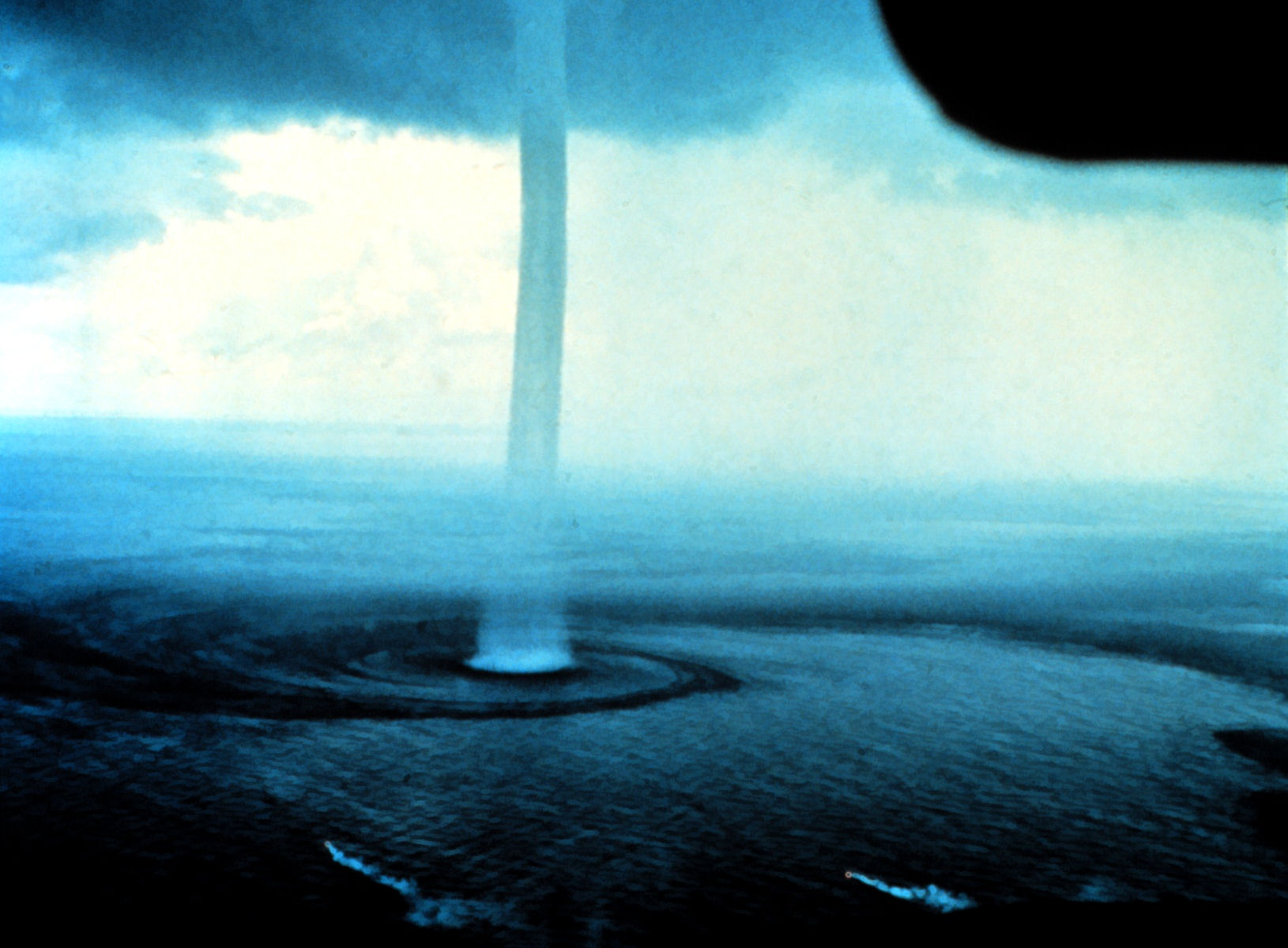
tromba marina prop de Florida

Una tromba marina, mànega d'aigua o cap de fibló, és un intens vòrtex columnar o remolí, normalment en forma d'embut, que passa sobre un cos d'aigua, normalment connectat a un núvol cumuliforme. Les trombes marines es divideixen en dos tipus: tornados i no tornados, aquestes segones són les més habituals. Sovint són menys fortes que les que ocorren en zones de l'interior dels continents, les més fortes són motivades per mesociclons.
Les mànegues marines no xuclen aigua cap amunt, l'aigua que es veu en l'embut són petites gotes d'aigua formades per condensació.
Mentre que moltes mànegues marines es formen en aigües tropicals, també n'hi ha algunes en zones de clima temperat com Europa i els Grans Llacs d'Amèrica del Nord. Les mànegues marines tenen un cicle de vida format per cinc parts: formació d'una taca negra en la superfície de l'aigua, patró espiral en la superfície de l'aigua, formació d'un anell d'esprai, formació d'un embut visible i degradació.
Com el seu nom clarament indica, les mànegues de tornado són tornados, ja sigui formats sobre l'aigua o formats a terra i que van passar després al medi aquós, mentre que les mànegues no tornados, tot i que semblants en aparença, no són pas tornados.
Les trombes tornades són justament tornados sobre l'aigua, la formació depèn de l'existència de l'anomenat mesocicló, un sistema de baixa pressió en l'escala de 2 a 10 km, que es forma dins d'una tempesta elèctrica molt severa, organitzada i persistent anomenada supercèl·lula. Aquest tipus de trombes són més rares, ja que els tornados en general es formen en els continents, on la font de calor superficial i els contrastos de masses d'aire són més grans. Els danys que produeix un tornado són molt severs, ja que impliquen vents de fins a 512 km/h (F5 en l'escala Fujita)
Les trombes no tornades (també en diuen fair weather waterspout en anglès), no estan associades a la tempesta del tipus supercèl·lula i són molt més comunes que les tornades. En general es formen sobre la base de grans cúmulus o de cumulunimbus i la seva severitat rarament excedeix el tipus F0 en l'escala de Fujita (menys de 116 km/h), encara que representen de qualsevol manera un risc seriós per a la navegació. La rotació s'origina des de les capes inferiors del sòl i no depèn de la preexistència d'un mesocicló.
Aquest tipus de trombes marines tenen una dinàmica similar a altres fenòmens molt comuns, els diables de sorra o simplement remolins de sorra o de terra, sovint observables en platges i deserts, encara que és més intensa. Tots dos vòrtex es fan visibles on el vent aixeca partícules del sòl amb relativa facilitat (ja sigui sorra, terra o aigua) i no es podrien advertir, per exemple, en un bosc o prat. A més les trombes marines compten amb una carta al seu favor: l'aire és més humit sobre l'aigua i pot condensar en haver un fort descens de la pressió atmosfèrica, la qual cosa el fa visible amb la forma de "núvol embut". Aquesta caiguda de pressió és justament el que passa a l'interior del remolí.
A Catalunya se n'observen, de mitjana, entre 16 i 17 cada any. La zona on es presenten amb major freqüència és al sector central del litoral, aproximadament entre les comarques de la Selva i del Baix Camp.